# Guillemont
Guillemont è un comune francese di 133 abitanti situato nel dipartimento della Somme nella regione dell'Alta Francia.
Il villaggio fu teatro dell'omonima battaglia durante la prima guerra mondiale. Nello scontro, gli Inglesi conquistarono il villaggio a scapito dei Tedeschi.

## Società

### Evoluzione demografica
Abitanti censiti